# Estreux
Estreux [etʁø] est une commune française située dans le département du Nord, en région Hauts-de-France.

## Géographie

### Communes limitrophes
| Saint-Saulve | Onnaing | Rombies-et-Marchipont |
| Marly        | Estreux | Sebourg               |
| Saultain     | Curgies |                       |

### Hydrographie

#### Réseau hydrographique
La commune est située dans le bassin Artois-Picardie. Elle est drainée par l'Estreux,.

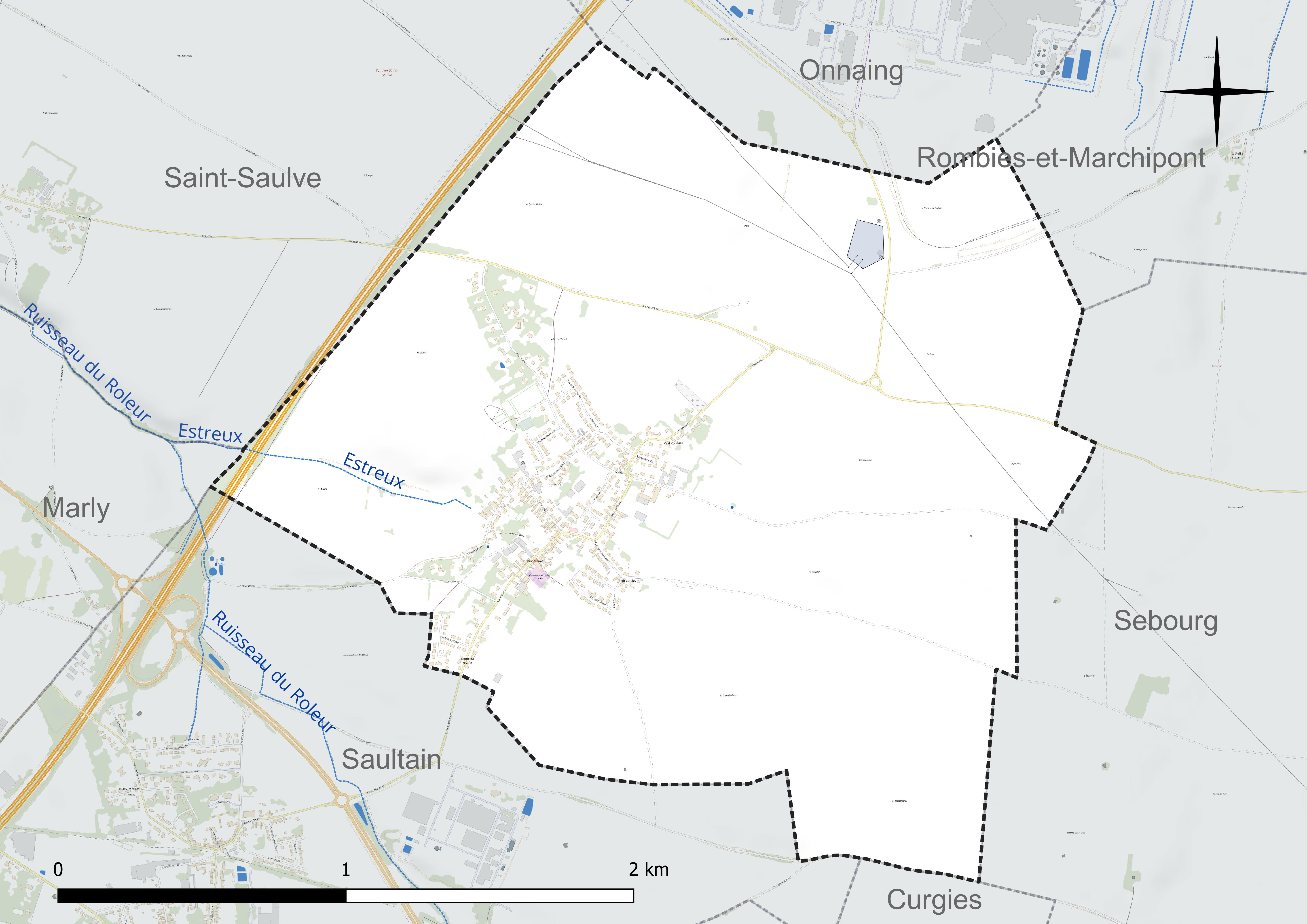
Réseau hydrographique d'Estreux.

#### Gestion et qualité des eaux
Le territoire communal est couvert par le schéma d'aménagement et de gestion des eaux (SAGE) « Escaut ». Ce document de planification concerne un territoire de 2 005 km2 de superficie, délimité par le bassin versant de l'Escaut. Le périmètre a été arrêté le 9 juin 2006 et le SAGE proprement dit a été approuvé le 13 juillet 2021. La structure porteuse de l'élaboration et de la mise en œuvre est le syndicat mixte Escaut et Affluents (SyMEA). 
La qualité des cours d'eau peut être consultée sur un site dédié géré par les agences de l'eau et l'Agence française pour la biodiversité. 

### Climat
Pour des articles plus généraux, voir Climat des Hauts-de-France et Climat du Nord.
En 2010, le climat de la commune est de type climat océanique dégradé des plaines du Centre et du Nord, selon une étude du CNRS s'appuyant sur une série de données couvrant la période 1971-2000. En 2020, Météo-France publie une typologie des climats de la France métropolitaine dans laquelle la commune est exposée à un climat océanique altéré et est dans la région climatique  Nord-est du bassin Parisien, caractérisée par un ensoleillement médiocre, une pluviométrie moyenne régulièrement répartie au cours de l'année et un hiver froid (3 °C). 
Pour la période 1971-2000, la température annuelle moyenne est de 10,3 °C, avec une amplitude thermique annuelle de 14,8 °C. Le cumul annuel moyen de précipitations est de 771 mm, avec 12,1 jours de précipitations en janvier et 9,7 jours en juillet. Pour la période 1991-2020, la température moyenne annuelle observée sur la station météorologique la plus proche, située sur la commune de Valenciennes à 5 km à vol d'oiseau, est de 11,0 °C et le cumul annuel moyen de précipitations est de 694,1 mm,. Pour l'avenir, les paramètres climatiques de la commune estimés pour 2050 selon différents scénarios d'émission de gaz à effet de serre sont consultables sur un site dédié publié par Météo-France en novembre 2022.

## Urbanisme

### Typologie
Au 1er janvier 2024, Estreux est catégorisée ceinture urbaine, selon la nouvelle grille communale de densité à sept niveaux définie par l'Insee en 2022.
Elle est située hors unité urbaine. Par ailleurs la commune fait partie de l'aire d'attraction de Valenciennes (partie française), dont elle est une commune de la couronne,. Cette aire, qui regroupe 102 communes, est catégorisée dans les aires de 200 000 à moins de 700 000 habitants,.

### Occupation des sols
L'occupation des sols de la commune, telle qu'elle ressort de la base de données européenne d'occupation biophysique des sols Corine Land Cover (CLC), est marquée par l'importance des territoires agricoles (84,5 % en 2018), en diminution par rapport à 1990 (90,2 %). La répartition détaillée en 2018 est la suivante : 
terres arables (84,5 %), zones urbanisées (12,1 %), zones industrielles ou commerciales et réseaux de communication (3,4 %). L'évolution de l'occupation des sols de la commune et de ses infrastructures peut être observée sur les différentes représentations cartographiques du territoire : la carte de Cassini (XVIIIe siècle), la carte d'état-major (1820-1866) et les cartes ou photos aériennes de l'IGN pour la période actuelle (1950 à aujourd'hui).

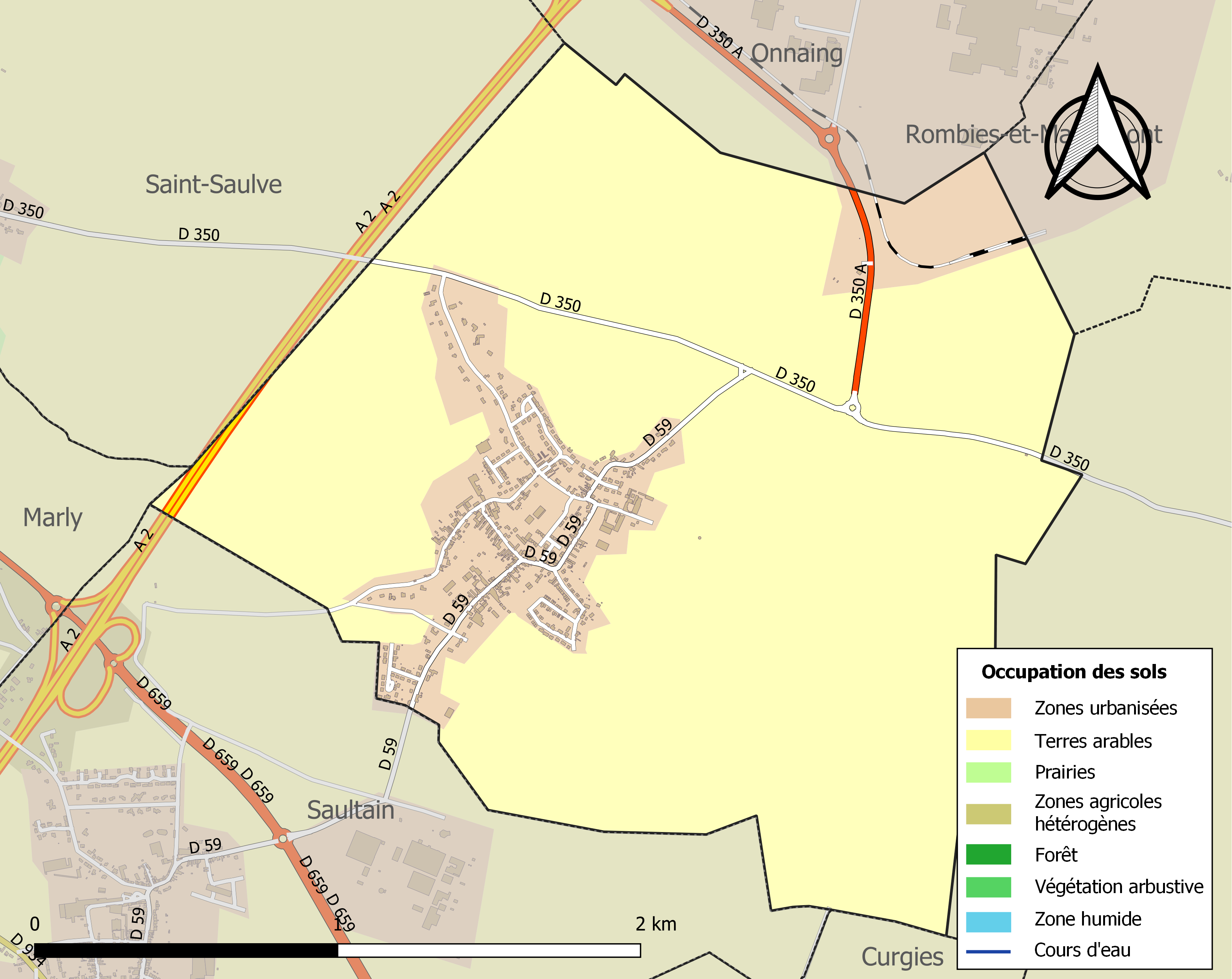
Carte des infrastructures et de l'occupation des sols de la commune en 2018 (CLC).

### Voies de communications et transports
La commune est desservie par la ligne 131 du réseau urbain Transvilles.

## Toponymie
Estruem (Titre de Saint-Jean de Valenciennes, 1107), Struem (idem, 1200), Estruem (idem, 1200).
D'après Maurits Gysseling, le nom d'Estreux pourrait venir du germanique strauma- ("courant"), qui a donné stroom en néerlandais. 

## Histoire
L'abbaye des Dames de Beaumont a déclaré détenir des terres sur Estreux en 1602.
Avant la Révolution française, Estreux est le siège d'une seigneurie.

## Héraldique
|  | Les armes d'Estreux se blasonnent ainsi : « D'azur à trois fleurs de lys d'or ». |

## Politique et administration

### Liste des maires
Maire de 1802 à 1808 : B. Cheval,.
Maurice Hennebert avait, avant de devenir maire en juin 1995, effectué deux mandats en tant qu'adjoint au maire.
| Identité                                                                | Période        | Période                                    | Durée             | Étiquette                                                                           |
| Identité                                                                | Début          | Fin                                        | Durée             | Étiquette                                                                           |
| ----------------------------------------------------------------------- | -------------- | ------------------------------------------ | ----------------- | ----------------------------------------------------------------------------------- |
| Bonaventure Alexandre Joseph Cheval (d) (né en années 1760)             | avril 1808     | avril 1813                                 | 5 ans             |                                                                                     |
| Régis Parfait Chrétien Merlin-de-Beaugrenier (d)                        | mai 1813       | 1816                                       | 3 ans             |                                                                                     |
| Pierre Joseph Cheval (d) (années 1770 - 15 février 1848)                | 1816           | 15 février 1848 (mort en cours de mandat)  | 32 ans            |                                                                                     |
| Par intérim : Louis François Theillier (d)                              | mars 1848      | septembre 1848                             | 6 mois            |                                                                                     |
| Louis François Theillier (d)                                            | septembre 1848 | 1850                                       | 2 ans             |                                                                                     |
| Adrien Cheval (d) (né le 27 décembre 1815)                              | 1850           | août 1852                                  | 2 ans             |                                                                                     |
| Bonaventure François Joseph Cheval (d) (28 août 1809 - 28 octobre 1868) | août 1852      | août 1868                                  | 16 ans            |                                                                                     |
| Théophile Hunet (d) (années 1830 - 24 décembre 1892)                    | août 1868      | octobre 1870                               | 2 ans et 2 mois   |                                                                                     |
| Mathieu Carlier (d) (années 1820 - 5 avril 1903)                        | octobre 1870   | mai 1871                                   | 7 mois            |                                                                                     |
| Théophile Hunet (d) (années 1830 - 24 décembre 1892)                    | juin 1871      | 24 décembre 1892 (mort en cours de mandat) | 21 ans et 6 mois  |                                                                                     |
| Louis François (d)                                                      | février 1893   | décembre 1897                              | 4 ans et 10 mois  |                                                                                     |
| Édouard Hunet (d) (né le 22 mars 1869)                                  | janvier 1898   | 1903                                       | 5 ans             |                                                                                     |
| Léopold Motty (d)                                                       | 1903           | mai 1904                                   | 1 an              |                                                                                     |
| Ferdinand Mallez (d)                                                    | juin 1904      | mai 1912                                   | 7 ans et 11 mois  |                                                                                     |
| Jules Lefèvre (d)                                                       | mai 1912       | février 1918                               | 5 ans et 9 mois   |                                                                                     |
| François Alglave (d)                                                    | février 1918   | novembre 1918                              | 9 mois            |                                                                                     |
| Jules Lefèvre (d)                                                       | novembre 1918  |                                            |                   |                                                                                     |
| Maurice Hennebert (d) (né le 8 septembre 1950)                          | juin 1995      | En cours                                   | 29 ans et 11 mois | Rassemblement pour la République Union pour un mouvement populaire Les Républicains |

### Instances judiciaires et administratives
La commune relève du tribunal d'instance de Valenciennes, du tribunal de grande instance de Valenciennes, de la cour d'appel de Douai, du tribunal pour enfants de Valenciennes, du conseil de prud'hommes de Valenciennes, du tribunal de commerce de Valenciennes, du tribunal administratif de Lille et de la cour administrative d'appel de Douai.

## Population et société

### Démographie

#### Évolution démographique
L'évolution du nombre d'habitants est connue à travers les recensements de la population effectués dans la commune depuis 1800. Pour les communes de moins de 10 000 habitants, une enquête de recensement portant sur toute la population est réalisée tous les cinq ans, les populations de référence des années intermédiaires étant quant à elles estimées par interpolation ou extrapolation. Pour la commune, le premier recensement exhaustif entrant dans le cadre du nouveau dispositif a été réalisé en 2005.

En 2022, la commune comptait 945 habitants, en évolution de −0,21 % par rapport à 2016 (Nord : +0,51 %, France hors Mayotte : +2,11 %).
| 1800 | 1806 | 1821 | 1831 | 1836 | 1841 | 1846 | 1851 | 1856 |
| ---- | ---- | ---- | ---- | ---- | ---- | ---- | ---- | ---- |
| 325  | 384  | 407  | 407  | 439  | 471  | 501  | 551  | 578  |

| 1861 | 1866 | 1872 | 1876 | 1881 | 1886 | 1891 | 1896 | 1901 |
| ---- | ---- | ---- | ---- | ---- | ---- | ---- | ---- | ---- |
| 566  | 618  | 626  | 639  | 624  | 655  | 618  | 623  | 636  |

| 1906 | 1911 | 1921 | 1926 | 1931 | 1936 | 1946 | 1954 | 1962 |
| ---- | ---- | ---- | ---- | ---- | ---- | ---- | ---- | ---- |
| 567  | 585  | 535  | 523  | 534  | 539  | 538  | 567  | 516  |

| 1968 | 1975 | 1982 | 1990 | 1999 | 2005 | 2006 | 2010 | 2015 |
| ---- | ---- | ---- | ---- | ---- | ---- | ---- | ---- | ---- |
| 586  | 751  | 868  | 816  | 859  | 932  | 925  | 961  | 954  |

| 2020 | 2022 | - | - | - | - | - | - | - |
| ---- | ---- | - | - | - | - | - | - | - |
| 960  | 945  | - | - | - | - | - | - | - |

#### Pyramide des âges
En 2018, le taux de personnes d'un âge inférieur à 30 ans s'élève à 29,8 %, soit en dessous de la moyenne départementale (39,5 %). À l'inverse, le taux de personnes d'âge supérieur à 60 ans est de 28,7 % la même année, alors qu'il est de 22,5 % au niveau départemental.
En 2018, la commune comptait 472 hommes pour 485 femmes, soit un taux de 50,68 % de femmes, légèrement inférieur au taux départemental (51,77 %).
Les pyramides des âges de la commune et du département s'établissent comme suit.
| Hommes | Classe d’âge | Femmes |
| ------ | ------------ | ------ |
| 0,0    | 90 ou +      | 0,0    |
| 7,4    | 75-89 ans    | 8,0    |
| 21,6   | 60-74 ans    | 20,5   |
| 23,7   | 45-59 ans    | 25,1   |
| 17,1   | 30-44 ans    | 17,0   |
| 14,4   | 15-29 ans    | 11,1   |
| 15,9   | 0-14 ans     | 18,3   |

| Hommes | Classe d’âge | Femmes |
| ------ | ------------ | ------ |
| 0,5    | 90 ou +      | 1,4    |
| 5,3    | 75-89 ans    | 8,1    |
| 14,8   | 60-74 ans    | 16,2   |
| 19,1   | 45-59 ans    | 18,4   |
| 19,5   | 30-44 ans    | 18,7   |
| 20,7   | 15-29 ans    | 19,1   |
| 20,2   | 0-14 ans     | 18     |

## Lieux et monuments

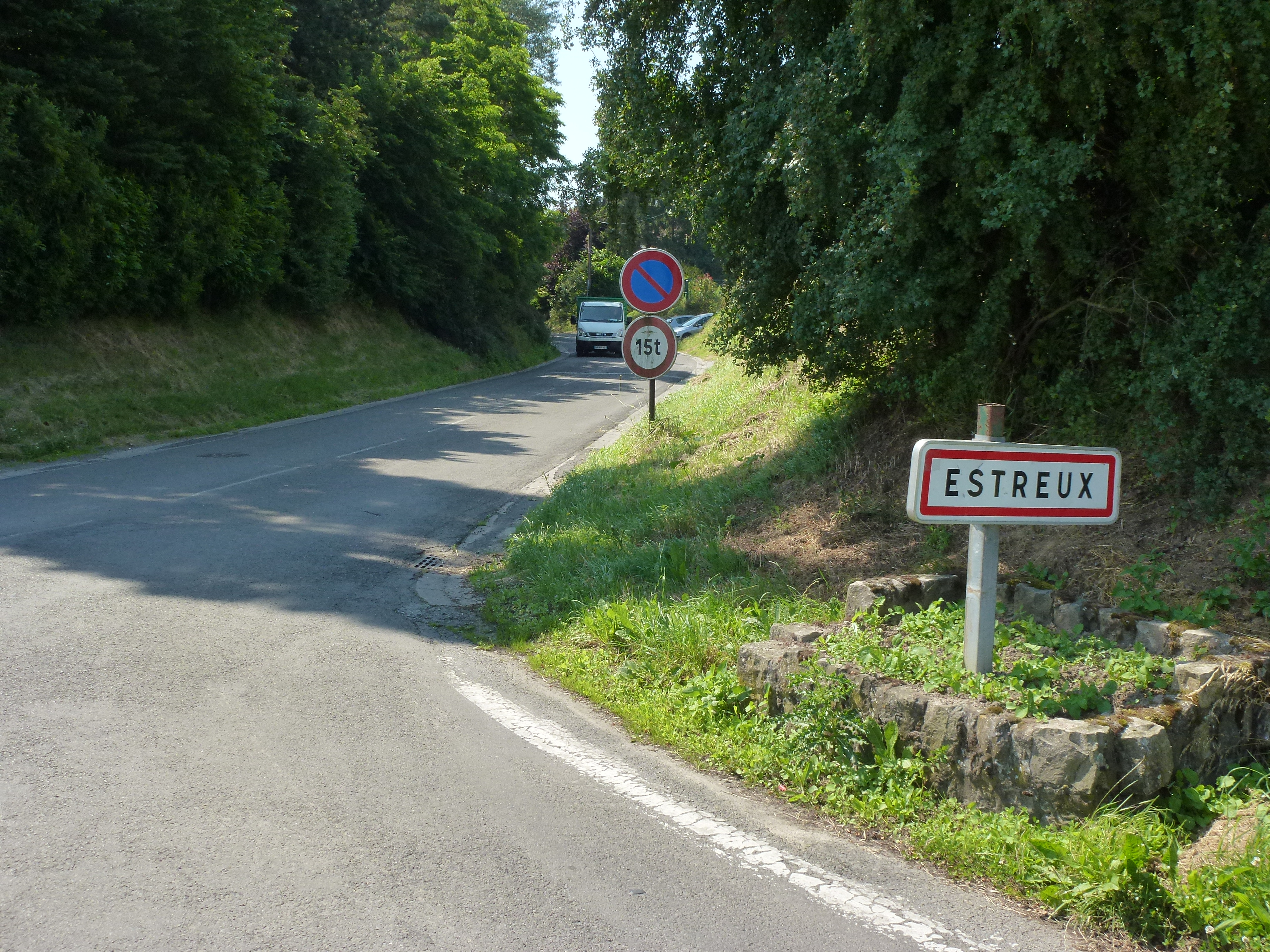
Entrée d'Estreux.
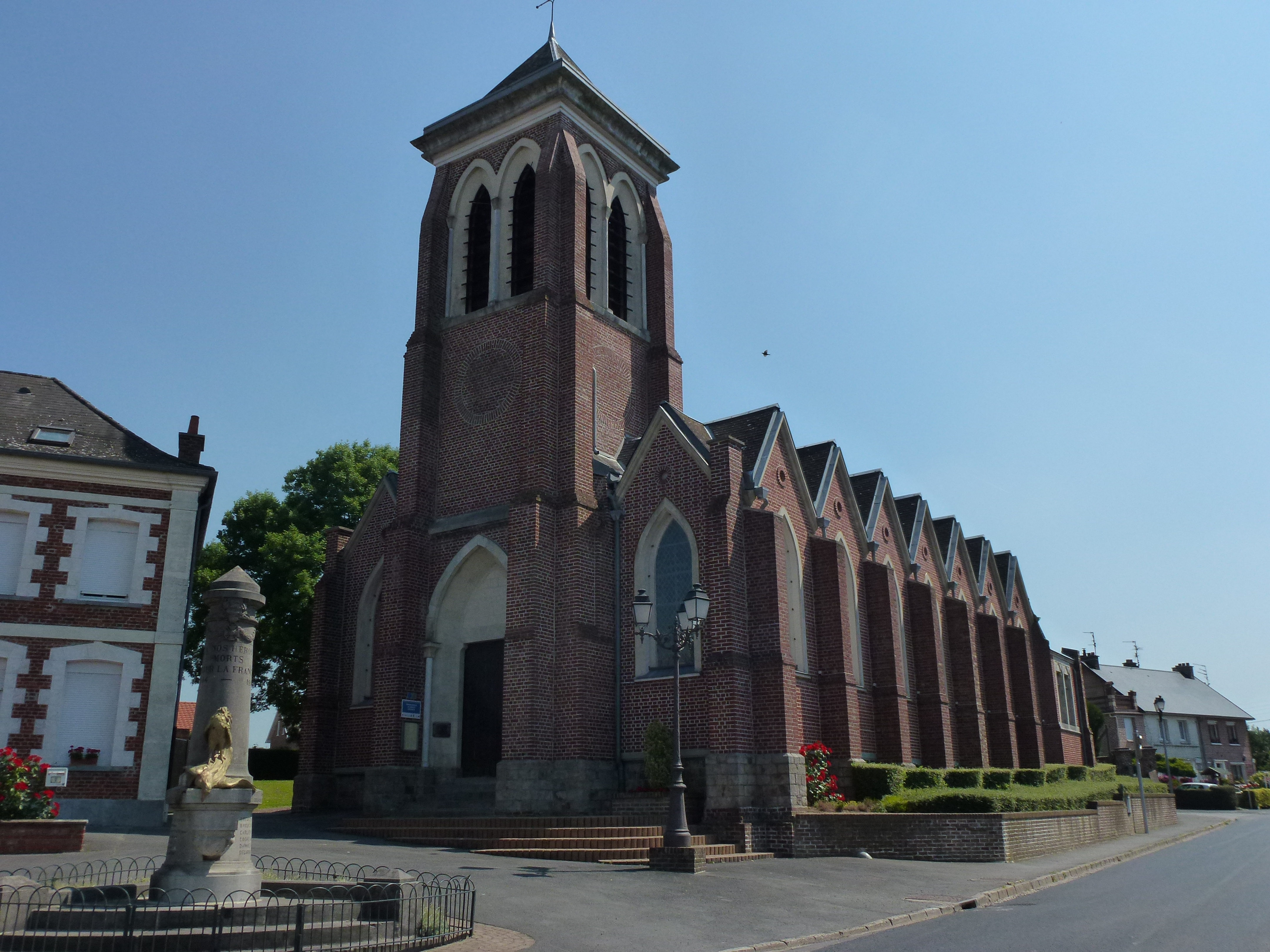
L'église.
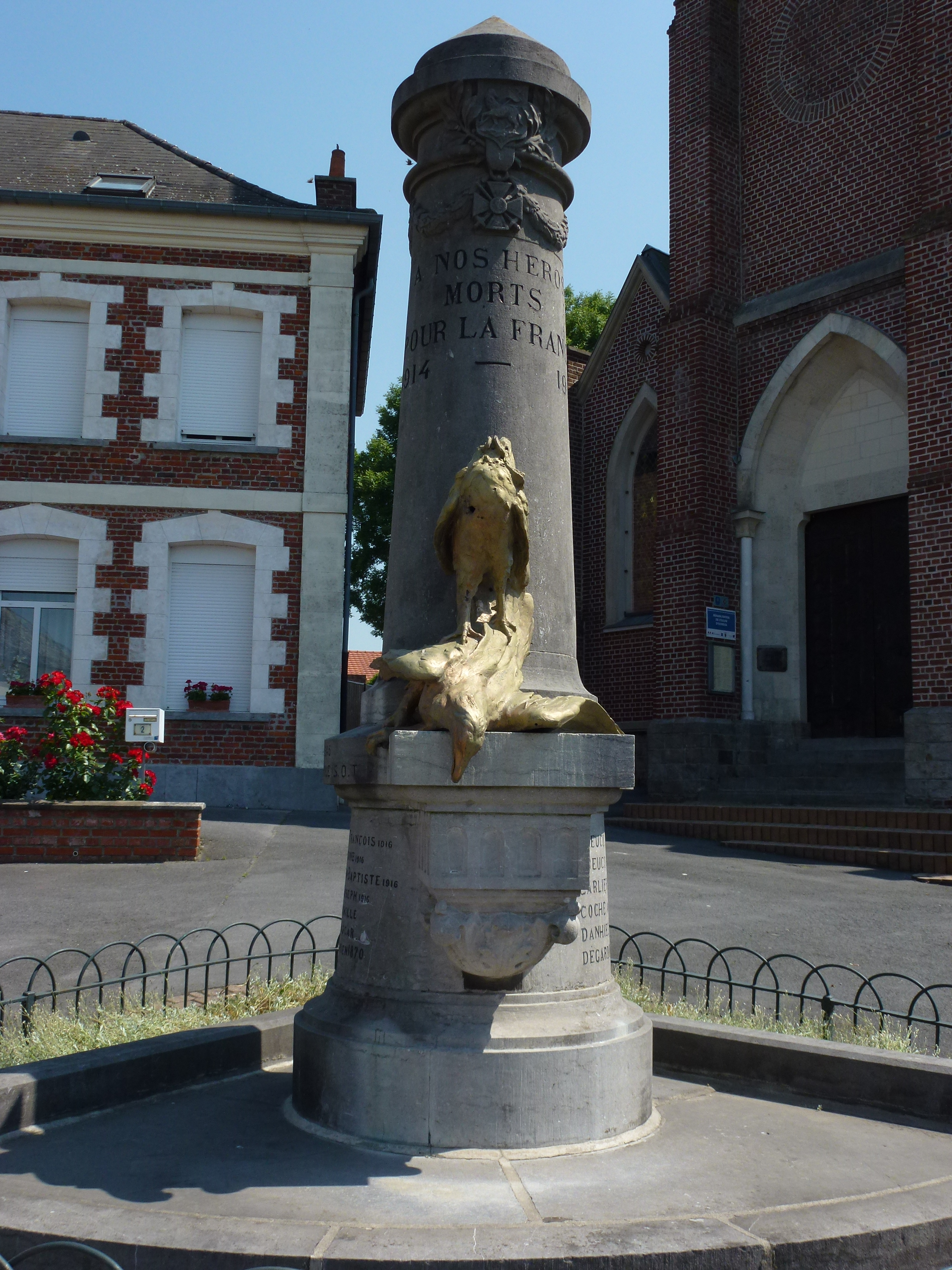
Monument aux morts.
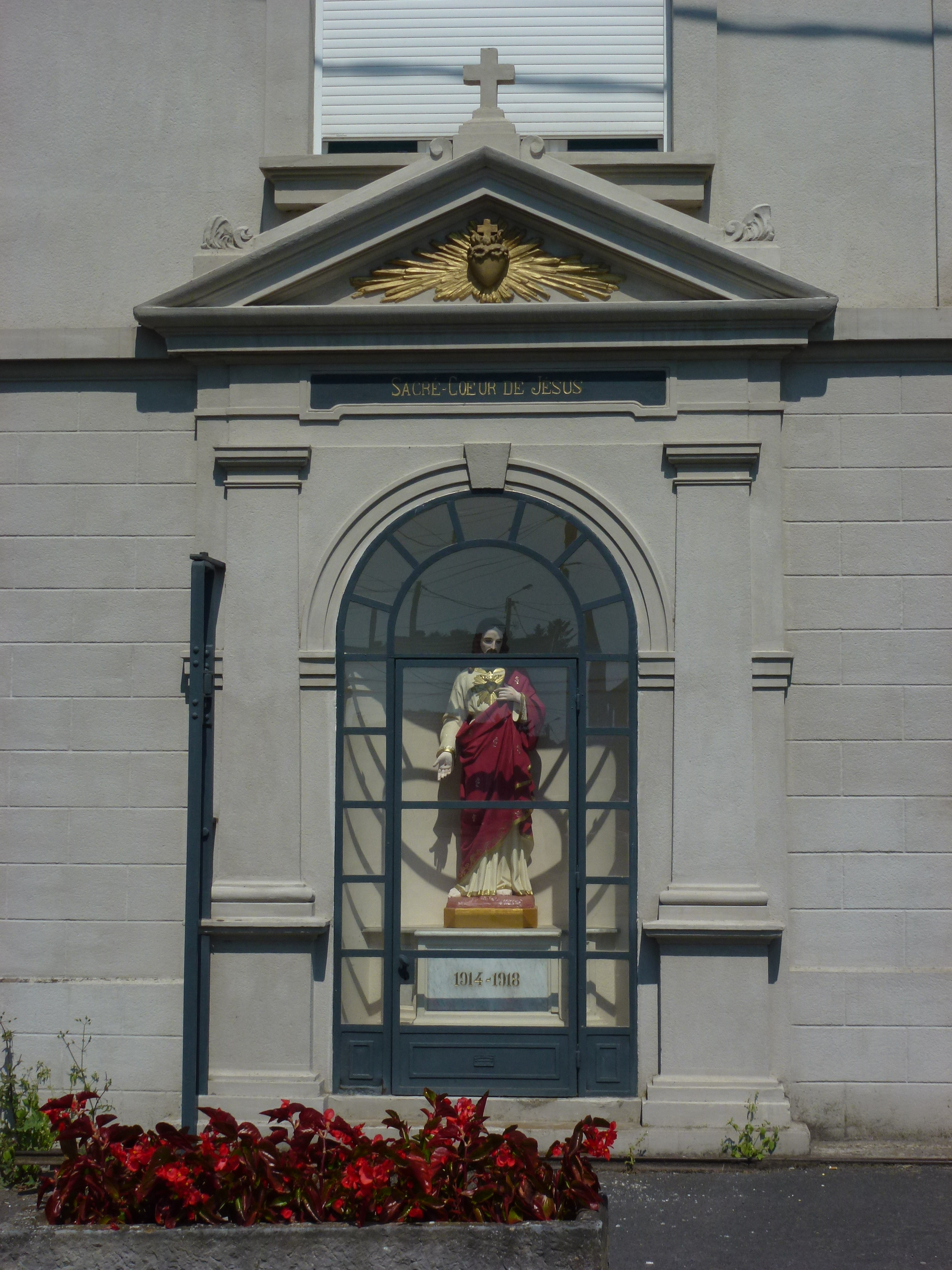
Oratoire Sacré-Cœur, mémorial 1914-18.
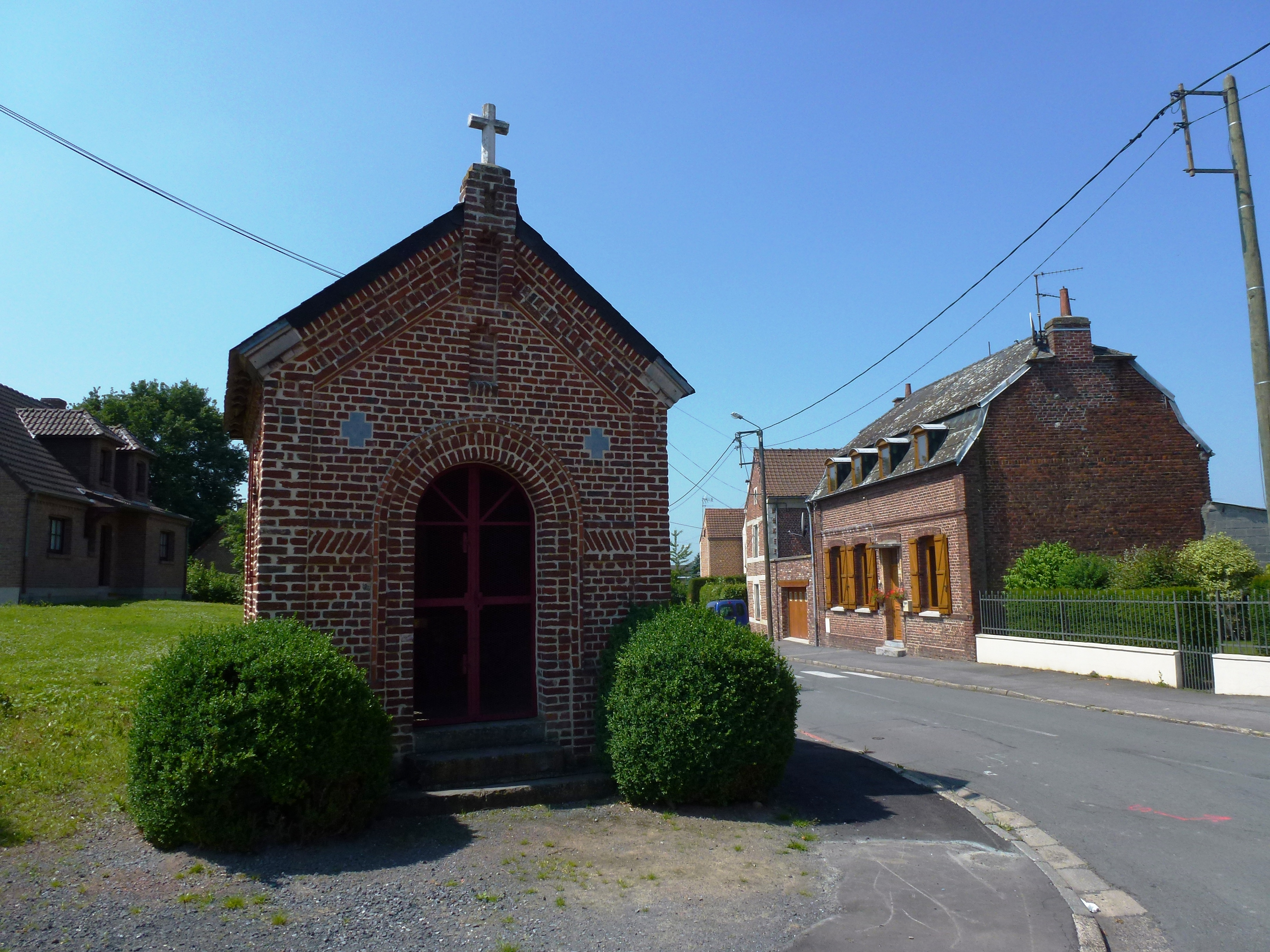
Oratoire, rue Jules Curie.

## Personnalités liées à la commune

### Seigneurs d'Estreux
- Guillaume Merlin est seigneur d 'Estreux, du Vivier, vers 1725. Il a épousé Jeanne Duquesne[16].
- Bertrand Joseph Merlin, fils de Guillaume, chevalier, est seigneur d'Estreux. Il nait à Valenciennes le 27 mars 1694, devient conseiller au conseil provincial de Valenciennes, est nommé conseiller au Parlement de Flandres le 9 mars 1722. il épouse d'abord Natalie Desfontaines, puis à Lille le 13 mars 1725 Jeanne Baptiste Élisabeth Huvino (1703-1733). Elle est la fille de Robert Huvino, seigneur de Bourghelles, Inchy-en-Artois, Villers, Cagnicourt, Meurchin, bourgeois de Lille, anobli par l'achat d'une charge de conseiller secrétaire du roi en la grande chancellerie de France, sous-doyen de la grande chancellerie de Flandres, et de Marie Angélique le Comte. Jeanne Huvino nait à Lille en décembre 1703 (baptisée le 18 mars 1703), et meurt le 13 février 1733, inhumée dans le chœur de l'église Saint-Nicolas de Douai. À la mort de sa deuxième épouse, il entre dans les ordres, devient chanoine de la cathédrale Notre-Dame-de-Grâce de Cambrai et meurt dans cette ville[16].

#### Autres personnalités
- Alphonse Warusfel, avocat et sénateur sous la Troisième République.

## Pour approfondir